# Trong vòng xoay tội ác
Trong vòng xoay tội ác là một bộ phim truyền hình được thực hiện bởi Công ty DOPTV do Quách Khoa Nam làm đạo diễn. Phim phát sóng vào lúc 19h45 hàng ngày bắt đầu từ ngày 8 tháng 7 năm 2021 và kết thúc vào ngày 9 tháng 8 năm 2021 trên kênh SCTV14.

## Nội dung
Trong vòng xoay tội ác xoay quanh năm vụ án nối tiếp nhau. Thoạt nhìn, đây đều là những vụ tử nạn với vỏ bọc hoàn hảo vì tình và tiền trong giới showbiz. Nhưng phía sau đó là một âm mưu tội ác được thao túng bởi những kẻ khoác lên mình một thân phận bí ẩn.

## Diễn viên
- Cao Minh Đạt trong vai Tấn Đăng
- Khương Thịnh trong vai Đức Thiện
- Ngô Phương Anh trong vai Thạch Thảo
- Ngọc Thuận trong vai Minh Hoàng
- Thủy Phạm trong vai Thùy Dương
- Đức Thịnh trong vai Ba Lợi
- Nhan Sỹ Toàn trong vai Long Rồng Đỏ
- Đào Vân Anh trong vai Diệu Minh
- Đinh Mạnh Phúc trong vai Nguyên
- Thành Khôn trong vai Tú
- Hà Kim Phượng trong vai Thạch Liên
- Minh Đăng trong vai Vũ Huân
- Tiêu Anh Tuấn trong vai Thạch Thanh

Cùng một số diễn viên khác....

## Ca khúc trong phim
Bài hát trong phim là ca khúc "Vòng xoáy tội ác" do Vũ Công Danh sáng tác và Danh Vũ thể hiện.

## Giải thưởng
| Năm  | Giải thưởng   | Hạng mục                                | (Người) đề cử  | Kết quả | Tham khảo         |
| ---- | ------------- | --------------------------------------- | -------------- | ------- | ----------------- |
| 2021 | Giải Mai Vàng | Nam diễn viên truyền hình               | Cao Minh Đạt   | Đề cử   | [ 7 ] [ 8 ] [ 9 ] |
| 2021 | Ngôi Sao Xanh | Nam diễn viên truyền hình xuất sắc nhất | Cao Minh Đạt   | Đề cử   | [ 10 ] [ 11 ]     |
| 2021 | Ngôi Sao Xanh | Đạo diễn xuất sắc nhất                  | Quách Khoa Nam | Đề cử   | [ 10 ] [ 11 ]     |
| 2021 | Ngôi Sao Xanh | Phim truyền hình xuất sắc nhất          | —              | Đề cử   | [ 10 ] [ 11 ]     |